# SUPER8/スーパーエイト
『SUPER8/スーパーエイト』（Super 8）は、2011年公開のSF映画。監督・脚本・製作はJ・J・エイブラムス。他に、スティーヴン・スピルバーグとブライアン・バークがプロデューサーとして参加。

## ストーリー
1979年のオハイオ州。事故で母を亡くしたばかりの主人公ジョー・ラムは、保安官補を務める仕事人間の父・ジャックとも折り合いが悪い。ジョーと友人達6人は、自主制作のゾンビ映画を作るため、スーパー8mmカメラを持って線路のすぐ近くで撮影をしていると、アメリカ空軍の物資を運んでいた貨物列車と線路を走っていた車が激突し、列車が大破炎上する大事故となってしまう。ジョー達は奇跡的に全員無事だった。列車に衝突した車の運転手、ジョー達の通う学校の生物教師であるウッドワードは、ジョー達に「今見たことを決して誰にも言ってはいけない。そうしなければ君達と、君達の親も殺される」と意味深な言葉を残したが、その言葉の真意はわからないまま。ジョーの父は、飲んだくれのトラブルメーカーを父に持つアリスとの付き合いを良く思わず、6人の映画撮影を邪魔する。そして、列車事故の後、街では、住民の失踪、犬の逃亡、原因不明の停電が続くなどの怪異が続発するが、軍の事故調査チームのネレク大佐は曖昧な態度でごまかし、問い詰めようとしたジャックを拘束してしまう。そして、山火事を理由として住民に避難命令が出る中、アリスも何者かに攫われてしまった。
騒動の原因であると推測された貨物の正体はジョー達が撮影した映画に偶然映っており、それを知ったジョー達は謎を解明するために学校へ忍び込み、ウッドワードの記録を辿る。記録では謎の貨物の正体とは、高度な技術と超能力を持った宇宙人であった。ウッドワードは研究機関の一員であり、ただ故郷への帰還を望んでいる宇宙人を監禁状態にする軍に反発して、移送中に救い出そうと考えていたのである。
アリスを攫った者の正体を知ったジョー達は、アリスを探すために街で調査を行おうとするも、ネレク大佐らに捕まる。しかし、移送中のバスが宇宙人に襲われた隙に脱出して宇宙人の隠れ家を発見する。長い監禁生活で人間を激しく憎悪する宇宙人は、そこで捉えた人間を食し、地球から出るための準備をしていた。そこにはアリスも捕らわれていた。間一髪のところで、宇宙人と意識を通わせ、お互いの心を理解することができ、宇宙人はその場を離れていく。アリスを救出できたジョー達は地上へ。
ジョー達が地上へ出た頃に、宇宙人は既に地球から出るための準備を完成させており、地球を脱出した。アリスは父と、ジョーも父と再会を果たし、親子としてもそこに邂逅があった。

## キャスト
| 役名                   | 俳優                         | 日本語吹替 |
| ---------------------- | ---------------------------- | ---------- |
| ジョー・ラム           | ジョエル・コートニー         | 本城雄太郎 |
| アリス・デイナード     | エル・ファニング             | 小幡真裕   |
| チャールズ・カズニック | ライリー・グリフィス         | 宮坂健太   |
| ケアリー               | ライアン・リー               | 高田優輝   |
| マーティン             | ガブリエル・バッソ           | 小林廉     |
| プレストン             | ザック・ミルズ               | 小清水一揮 |
| ジャック・ラム         | カイル・チャンドラー         | 木下浩之   |
| ルイス・デイナード     | ロン・エルダード             | 松山鷹志   |
| ネレク大佐             | ノア・エメリッヒ             | 大川透     |
| ウッドワード           | グリン・ターマン             | 楠見尚己   |
| ダニー                 | デヴィッド・ギャラガー       | 佐藤せつじ |
| カズニック夫人         | ジェシカ・タック             | 寺内よりえ |
| カズニック氏           | ジョエル・マッキノン・ミラー | 石住昭彦   |
| プルイット保安官       | ブレット・ライス             | 金子由之   |
| マキャンドレス         | トム・クイン                 | 後藤哲夫   |
| ロスコ                 | マイケル・ヒッチコック       | 丸山壮史   |
| オーバーマイヤー       | リチャード・T・ジョーンズ    | 斉藤次郎   |
| バビット夫人           | テリ・クラーク               | 込山順子   |
| ジェン                 | アマンダ・ミシェルカ         | 東條加那子 |
| ブリーン               | ボー・ナップ                 | 粟野志門   |
| ティナ                 | ケイティー・ロウズ           | 藤本教子   |
| ルーニー               | トーマス・F・ダフィー        | 玉野井直樹 |
| ヘルナンデス           | マルコ・サンチェス           | 広田みのる |
| ペグ                   | ブリット・フラトモ           | 嶋村侑     |
| イーディ               | デイル・ディッキー           | 片貝薫     |
| ミルナー               | ベン・ギャビン               | 茶花健太   |
| タリー                 | ジェームズ・ハーバート       | 松本忍     |
| ブレークリー           | ジャック・アクセルロッド     | 真田五郎   |
| イジー                 | ダン・カステラネタ           | 安達貴英   |
| ベンジー               | ジェイド・グリフィス         | 安蒜太人   |
| 女性キャスター         | アマンダ・フォアマン         | 小林美奈   |
| クーパー               | ブルース・グリーンウッド     |            |
| エリザベス・ラム       | カトリーナ・バルフ           |            |

- その他の日本語吹替：水内清光／岸尾だいすけ／小林美奈／藤富美也／まつだ志緒理／岡哲也／町田政則／遠藤大智／川原慶久／林和良／田村睦心／宗川めぐみ／水野ゆふ／一杉佳澄／長尾明希／内田陸斗／阿久津秀寿
- 日本語吹替版制作スタッフ 演出：三好慶一郎／川合茂美、翻訳：岸田恵子、録音・調整：猪本純、制作担当：筋野茂樹／飯塚義豪／植田剛司（東北新社）、日本語版制作：東北新社、制作監修：岩川勝至

## 製作
エイブラムスによると、時代設定は1979年であり、スピルバーグがアンブリンで1970年代から1980年代に監督した『未知との遭遇』や『E.T.』といったSF映画に対するオマージュないしはトリビュート的な作品である。ストーリーはエイブラムスとスピルバーグが共同で作成した。
時代を反映する要素として、1970年代のアメリカのポピュラー音楽が劇中で多用されているほか、冷戦にまつわるソビエト連邦への不信感や、ヒッピーなどに関する描写もある。また、作中のニュースでスリーマイル島原子力発電所事故に言及している場面もある。ちなみに、ルービックキューブも出て来るが、アメリカでの実際の発売は1980年である。
当初、2008年の映画『クローバーフィールド/HAKAISHA』の続編か前章になると報道されたが、エイブラムスはすぐさまそれを否定した。
予告編の映像は同年4月に撮られた。
本撮影は2010年9月にウェストバージニア州で始まった。

## 公開
2010年5月7日にアメリカで公開された映画『アイアンマン2』で、ティーザー予告が初上映された。2月6日の第45回スーパーボウルのテレビ中継時には30秒のスポットが流れた。2011年3月11日、twitter及び同日に北米で封切られた『世界侵略: ロサンゼルス決戦』の上映時にて新たな予告編が公開された。またその夜にはポスターと壁紙が公開された。北米公開日は2011年6月10日。日本公開は2011年6月24日。